# A Spanner in the Works
A Spanner in the Works è il diciassettesimo album di Rod Stewart, pubblicato nel 1995 dalla Warner Bros.

## Tracce
1. Windy Town (Chris Rea) – 5:12
2. The Downtown Lights (Paul Buchanan) – 6:33
3. Leave Virginia Alone (Tom Petty) – 4:07
4. Sweetheart Like You (Bob Dylan) – 4:54
5. This (John Capek, Marc Jordan) – 5:19
6. Lady Luck (Carmine Rojas, Jeff Golub, Kevin Savigar, Rod Stewart) – 4:25
7. You're the Star (Billy Livsey, Frankie Miller, Graham Lyle) – 4:39
8. Muddy, Sam and Otis (Stewart, Savigar) – 4:42
9. Hang on St. Christopher (Tom Waits) – 4:04
10. Delicious (Stewart, Andy Taylor, Robin LeMesurier) – 4:43
11. Soothe Me (Sam Cooke) – 3:33
12. Purple Heather (Stewart) – 4:58

## Musicisti
- Rod Stewart - voce
- Jeff Golub - chitarra
- Jimmy Crespo - chitarra
- Tim Pierce - chitarra
- Robin Le Mesurier - chitarra
- Davey Johnstone – chitarra, mandolino
- Steve Lipson – chitarra, basso
- Andy Taylor – chitarra
- Jim Cregan – chitarra
- Michael Landau – chitarra
- Lol Crème – chitarra
- Carmine Rojas – basso
- Bernard Edwards – basso
- Guy Pratt – basso
- Mike Higham – basso, tastiere
- Kevin Savigar – basso, tastiere
- Trevor Horn – basso
- Leland Sklar – basso
- Dave Palmer – batteria
- Paul Robinson – batteria
- Kenny Aronoff – batteria
- Jamie Muhoberac – tastiere, percussioni, piano
- Billy Preston – organo
- Paulinho Da Costa – percussioni
- Martin O'Conner – fisarmonica
- Anne Dudley – piano, arrangiamento archi
- Don Teschner – mandolino, fiddle
- Máire Ní Chathasaigh – fiddle
- Donal Lunny – bouzouki
- Leslie Butler – armonica
- Rick Braun – fiati
- Nick Lane – fiati
- David Woodford – fiati
- The Kick Horns – fiati
- John McSherry – cornamusa
- Glasgow Gaelic Music Association – coro